# Toracoscopia
La toracoscopia es una técnica quirúrgica mínimamente invasiva por medio de la cual se puede acceder a la cavidad torácica con la finalidad de hacer procedimientos diagnósticos o terapéuticos. Fue desarrollada en 1910 por Hans Christian Jacobaeus, un internista sueco, para el tratamiento de las adherencias intratorácicas por tuberculosis. 

## Técnica quirúrgica
En este procedimiento se inserta un instrumento óptico llamado toracoscopio que permite visualizar el contenido de la cavidad torácica. El toracoscopio se inserta a través de una pequeña incisión que se hace en uno de los espacios intercostales. Por otra pequeña incisión se pueden introducir otros instrumentos que permiten cortar tejidos y coagular los vasos sanguíneos sangrantes. 
Por medio de esta técnica se puede hacer tratamiento de enfermedades pleurales, tomar biopsias de pleura, pulmón o ganglios linfáticos y muchos otros procedimientos. Esta es una técnica quirúrgica relativamente avanzada que requiere de habilidades y equipamiento altamente especializado, así como un cirujano altamente entrenado en conjunto con un personal quirúrgico capacitado para manejar sus diferentes aspectos.